# 布萊恩·葛瑞芬
布萊恩·麦克尔·葛瑞芬（1998年4月30日—）為美國男子籃球運動員，場上位置為中鋒，現效力於土耳其籃球超級聯賽亞洛瓦體育。

## 早年
葛瑞芬出生於纽约州羅克蘭縣波莫納。2016年葛瑞芬離開聖若瑟區域高中進入離家近的慈悲大學就讀，2016-17賽季選擇披上「紅衫」，2019-20賽季葛瑞芬總計摘下347個籃板刷新校史單季籃板紀錄，並位居全國該季排名第二，2020-21賽季葛瑞芬轉學到澤維爾大學。

## 職業生涯
2021年7月28日，葛瑞芬與維爾帕斯維京人簽下首份職業合約。2022年5月27日，葛瑞芬與海德堡簽下一年合約。
2023年7月，韓國籃球聯賽（KBL）安養KGC為了備戰8月12日至8月20日在臺灣舉行的威廉瓊斯盃國際籃球邀請賽，與葛瑞芬簽下了15天合約，葛瑞芬於8月6日入境韓國，8月11日隨隊前往臺灣。8月5日，康士坦查宣布簽下葛瑞芬。
2024年8月6日，台灣職業籃球大聯盟新北中信特攻宣布簽下葛瑞芬，中文登錄名為「葛瑞飛」。葛瑞芬代表新北中信特攻出賽七場，場均可挹注13.9分、11.1籃板。2025年1月6日，葛瑞芬以臨時外籍球員身份加盟KBL昌原LG獵隼，暫時頂替受傷的阿西姆·马雷。1月8日，昌原LG獵隼完成註冊葛瑞芬。葛瑞芬效力昌原LG獵隼直至1月26日，留下出賽六場，場均上場11分11秒，6.5分、2.8籃板的表現。3月13日，土耳其籃球超級聯賽亞洛瓦體育簽下葛瑞芬。

## 外部連結
- 布萊恩·葛瑞芬的Instagram帳戶
- 布萊恩·葛瑞芬的Threads
- 布萊恩·葛瑞芬在fiba.basketball（英语）
- 布萊恩·葛瑞芬在TBLStat.net（英语）
- 布萊恩·葛瑞芬在德國籃球甲級聯賽官網（德语）
- 布萊恩·葛瑞芬在韓國籃球聯賽官網（英语）
- 布萊恩·葛瑞芬在台灣職業籃球大聯盟官網
- 布萊恩·葛瑞芬在Basketball-Reference.com（國際）（英语）
- 布萊恩·葛瑞芬在Sports-Reference.com（NCAA）（英语）
- 布萊恩·葛瑞芬在Eurobasket.com（球員）（英语）
- 布萊恩·葛瑞芬在Proballers（英语）
- 布萊恩·葛瑞芬在RealGM（英语）
- 布萊恩·葛瑞芬在Flashscore（英语）